# Margherita d'Este (signora di Rimini)
Margherita d'Este (Ferrara, 1411 – Ferrara, 11 agosto 1476) apparteneva alla nobiltà estense, essendo figlia del marchese di Ferrara Niccolò III d'Este, e fu signora consorte di Rimini avendo sposato Galeotto Roberto della casata Malatesta..

## Biografia
Fu figlia naturale di Niccolò III d'Este, marchese d'Este e signore di Ferrara e Modena quindi sorella di Ginevra, Ercole, Sigismondo, Ugo, Leonello, Borso, Meliaduse e molti altri, perché Niccolò ebbe numerosissimi figli.
Il 26 novembre 1427 andò in sposa a Galeotto Roberto Malatesta, figlio di Pandolfo III, signore di Rimini., dal quale ebbe un'unica figlia, Costanza.
Quando il consorte decise di abdicare al potere ed entrare in convento lei accetto la scelta e si ritirò a Ferrara dove scelse a sua volta i voti facendosi suora.
Testò a Rimini il 23 maggio 1475 e morì a Ferrara l'anno successivo.

## Discendenza
Margherita e Galeotto Roberto ebbero una figlia:
- Costanza.

## Ascendenza
|                                                          |   |                    | Genitori       |  |  | Nonni |  |  | Bisnonni                               |  |  | Trisnonni                                   |  |
|                                                          |   |                    |                |  |  |       |  |  | Obizzo III d'Este, marchese di Ferrara |  |  | Aldobrandino II d'Este, marchese di Ferrara |  |
|                                                          |   |                    |                |  |  |       |  |  | Obizzo III d'Este, marchese di Ferrara |  |  | Aldobrandino II d'Este, marchese di Ferrara |  |
|                                                          |   | Alda Rangoni       |                |  |  |       |  |  | Obizzo III d'Este, marchese di Ferrara |  |  |                                             |  |
| Alberto V d'Este, marchese di Ferrara e Modena           |   |                    |                |  |  |       |  |  | Obizzo III d'Este, marchese di Ferrara |  |  |                                             |  |
|                                                          |   | Lippa Ariosti      | Iacopo Ariosti |  |  |       |  |  |                                        |  |  |                                             |  |
|                                                          |   | Lippa Ariosti      | Iacopo Ariosti |  |  |       |  |  |                                        |  |  |                                             |  |
|                                                          |   | Lippa Ariosti      | …              |  |  |       |  |  |                                        |  |  |                                             |  |
| Niccolò III d'Este, marchese di Ferrara, Modena e Reggio |   | Lippa Ariosti      |                |  |  |       |  |  |                                        |  |  |                                             |  |
|                                                          |   | Alberto Albaresani | …              |  |  |       |  |  |                                        |  |  |                                             |  |
|                                                          |   | Alberto Albaresani | …              |  |  |       |  |  |                                        |  |  |                                             |  |
|                                                          |   | Alberto Albaresani | …              |  |  |       |  |  |                                        |  |  |                                             |  |
| Isotta Albaresani                                        |   | Alberto Albaresani |                |  |  |       |  |  |                                        |  |  |                                             |  |
|                                                          |   | …                  | …              |  |  |       |  |  |                                        |  |  |                                             |  |
|                                                          |   | …                  | …              |  |  |       |  |  |                                        |  |  |                                             |  |
|                                                          |   | …                  | …              |  |  |       |  |  |                                        |  |  |                                             |  |
| Margherita d'Este                                        |   | …                  |                |  |  |       |  |  |                                        |  |  |                                             |  |
|                                                          | … | …                  |                |  |  |       |  |  |                                        |  |  |                                             |  |
|                                                          | … | …                  |                |  |  |       |  |  |                                        |  |  |                                             |  |
|                                                          | … | …                  |                |  |  |       |  |  |                                        |  |  |                                             |  |
| …                                                        | … |                    |                |  |  |       |  |  |                                        |  |  |                                             |  |
|                                                          |   | …                  | …              |  |  |       |  |  |                                        |  |  |                                             |  |
|                                                          |   | …                  | …              |  |  |       |  |  |                                        |  |  |                                             |  |
|                                                          |   | …                  | …              |  |  |       |  |  |                                        |  |  |                                             |  |
| …                                                        |   | …                  |                |  |  |       |  |  |                                        |  |  |                                             |  |
|                                                          |   | …                  | …              |  |  |       |  |  |                                        |  |  |                                             |  |
|                                                          |   | …                  | …              |  |  |       |  |  |                                        |  |  |                                             |  |
|                                                          |   | …                  | …              |  |  |       |  |  |                                        |  |  |                                             |  |
| …                                                        |   | …                  |                |  |  |       |  |  |                                        |  |  |                                             |  |
|                                                          |   | …                  | …              |  |  |       |  |  |                                        |  |  |                                             |  |
|                                                          |   | …                  | …              |  |  |       |  |  |                                        |  |  |                                             |  |
|                                                          |   | …                  | …              |  |  |       |  |  |                                        |  |  |                                             |  |
|                                                          |   | …                  |                |  |  |       |  |  |                                        |  |  |                                             |  |